# Adam Moltke (1828-1913)
 Der er flere personer med dette navn, se Adam Moltke.
Adam Heinrich Carl greve Moltke (23. juni 1828 på Nütschau – 14. februar 1913 i København) var en dansk kammerherre, far til Carl Moltke og Frederik Moltke.
Han var søn af greve og minister Carl Moltke til Nütschau og hustru og gjorde karriere i den østrig-ungarske hær, hvor han endte som major. Han var dansk kammerherre, og 30. juni 1870 blev han Ridder af Dannebrog og senere Dannebrogsmand. Han bar også den Østrigske Krigsmedalje, Østrigske Jubilæumsmedalje, Østrigske Militære Fortjenstkors, Preussiske Johanitterorden og Zähringer Løve Orden.
Moltke var besidder af det 1. Reventlow-Moltkeske Fideikommis, medlem af direktionen for Det Danske Bibelselskab og af bestyrelsen for Børnehjemmet Ove Hohlenbergs Minde samt formand for Københavns Santhalforening.
Han ægtede 1. gang 1860 i Venedig Olga Capizucchi di Cassini (26. november 1838 i Trieste – 16. september 1866 på Radkersburg; 2. gang 1867 på Radkersburg Emma Christine Capizucchi di Cassini (19. januar 1836 i Trieste – 6. marts 1870), og 3. gang ægtede han 1876 Sophie Magdalene Raben-Levetzau (10. juni 1846 på Lekkende – 5. juni 1920), datter af grev Josias Raben-Levetzau til grevskabet Christiansholm og hustru Siegfriede f. von Krogh.